# Pangong Tso
Pangong Tso (hindsky पांगोंग त्सो, čínsky znaky 班公错) je největší jezero v Himálaji. Z jedné třetiny se nachází v Indii v Ladákhu a zbývající dvě třetiny leží v Číně v Tibetské autonomní oblasti. Je 134 km dlouhé a v nejširším místě 5 km široké. Má rozlohu 604 km². Nachází se v nadmořské výšce 4250 m.

## Vodní režim
Jezero je napájeno vodou z tajícího sněhu a ledu z okolních hor, obsahuje brakickou vodu a v zimě zcela zamrzá.

## Přístup
Jezero se nachází asi 5 hodin jízdy z Lehu po cestě, která přechází přes jedno z nejvyšších silničních sedel, zhruba 5380 m vysoké sedlo Changla. Přístup k jezeru je možný během turistické sezóny a je pro něj vyžadováno speciální povolení, které je možné v Lehu bez problémů vyřídit. U jezera je možné kempovat a nachází se zde i hostel. Z bezpečnostních důvodů se nesmí po jezeře plout na lodích.

## Flóra a fauna

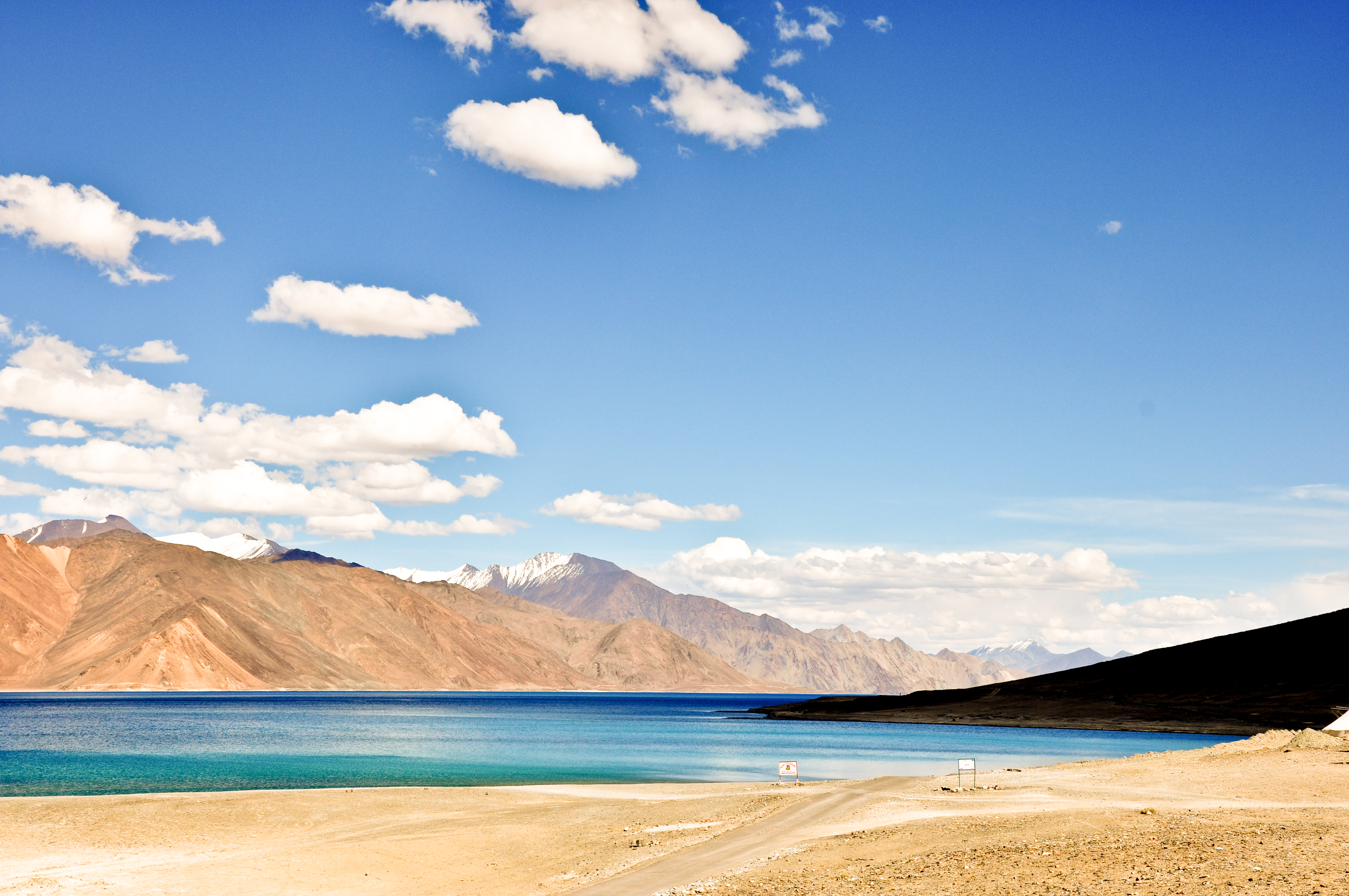
Jezero Pangong

Jezero má být vedeno jako významná oblast podle Ramsarské úmluvy o mokřadech. Díky brakické vodě se v jezeře nenachází žádná vegetace, pouze pár rostlin v močálech okolo jezera. Na jezeře a v jeho okolí jezera žije mnoho druhů ptáků, včetně tažných, kteří zde vyvádějí mláďata. Okolí jezera poskytuje útočiště mnoha divokým zvířatům.